# Четвёртая Рота
Четвёртая Ро́та — село в Лазаревском районе муниципального образования «Город-курорт Сочи» Краснодарского края. Входит в состав Волковского сельского округа.

## География
Селение расположено на левом берегу реки Восточный Дагомыс, в 14 км к востоку от Дагомыса и в 25 км к северу от Центрального Сочи. Средние высоты на территории села составляют около 305 метров над уровнем моря.

## История
После окончания Кавказской войны шапсуги и убыхи, проживавшие в данной местности, были депортированы в Османскую империю в ходе стихийного мухаджирства. После завершения военных действий российское правительство начало заселять опустевшие земли.
Так в 1867 году для уволенных солдат 2-го батальона правительство выделила земли в среднем течении рек Восточный и Западный Дагомыс. В результате бывшими солдатами были основаны новые поселения — Вторая Рота (ныне упразднена), Третья Рота и Четвёртая Рота.
На сегодняшний день постоянное население в селе отсутствует, но часто посещается туристами, поднимающимся к Самшитовым водопадам.

## Население
| 1926 | 2002 | 2010 |
| ---- | ---- | ---- |
| 265  | ↘0   | →0   |